# Грудин Володимир Володимирович
Грудін (Грудин) Володимир Володимирович — український композитор, піаніст, педагог, дириґент, музичний критик.
Народився 8 січня (26 грудня) 1893 р. у Києві. Помер 14 листопада 1980 р. у Філадельфії (США).

## Біографія
Перші уроки з теорії музики брав у Ф. Якименка та Є. Риба. Закінчив Одеську консерваторію (1921, клас фортепіано К. Левенштейна і дириґування клас Й. Прибіка) і Київську (клас фортепіано С. Тарновського та клас композиції Р. Глієра) консерваторію.
Працював дириґентом Одеського та Київського театрів опери і балету. Викладав музично-теоретичні дисципліни в Одесі та Києві. Під час окупації перебрався до Києва.
У 1927-28 роках очолював українське відділення Асоціації сучасної музики. Член Київської філії Музичного товариства імені Миколи Леонтовича у 1928 році. Член Союзу композиторів України (до 1941).
Після Другої світової війни жив у Празі, Парижі, Нью-Йорку і Філадельфії. Від 1945 року викладав у навчальних музичних закладах Праги та Парижу. Концертував як піаніст-виконавець власних творів. Від початку 1950-х років жив у США. Викладав в Українському музичному інституті в Нью-Йорку (Музичний Інститут Америки).
Як піаніст виступав з концертами в Києві, Львові, Празі, Парижі, Нью-Йорку.

## Творчість
Рання творчість позначена впливом символізму та імпресіонізму, у тому числі впливом музики О. Скрябіна. У подальшому композитор схиляється до естетики імпресіоністів – К. Дебюссі, М. Равеля, а згодом – до принципів, які декларували композиторі «французької шістки» Л. Дюрей, Д. Мійо, А. Онеґґер, Ж. Орік, Ф. Пуленк, Ж. Тайфер. Наприкінці 20-х років на композитора вплинула творчість композиторів «могучей кучки», П. Чайковського. Такоє Володимир Грудин звертається до народної творчості. Його музична мова спрощується – у тому числі за рахунок використання мелодики народних пісень. Народні мотиви та інтонації відбилися у низці вокально-інструментальних творів цього періоду.

## Дослідження
Відомості про біографію та творчість композитора містятся у роботах Г. Карась, М. Копиці, А. Житкевича. Частково інформація про творчість композитора-піаніста є у публікаціях І. Соневицького, А. Рудницького, Є. Крахно, Я. Лабки, М. Недзведзького.

## Учні
Степан Спєх (Музичний Інститут Америки - 1951-54).

## Основні твори
Балет "Алла в дзеркалі" (за Л. Керролом); симфонія Op. 16 (1937); три сюїти для симфонічного оркестра (No. 1 - "Українська", No. 2 - "Білоруська", No. 3); поема "Сон" за Т. Шевченко для баритона з хором і оркестром; два концерти для фортепіано з оркестром; струнний квартет Op. 8; два тріо для скрипки, віолончелі та фортепіано; для скрипки і фортепіано - чотири поеми ("На українські теми", "Екзотична", "Весняна", "Осіння"), дві сонати - у т. ч. Op. 46, Танок-каприс, Ноктюрн, "П'єса на молдавські теми" (1934); концерт для двох скрипок; для віолончелі і фортепіано - Соната Op. 35, Поема, Бурлеска; для фортепіано - Соната, Сюїта, фантазія, прелюдії, етюди, п'єси, твори педагогічного репертуару; для кларнета і фортепіано - дві п'єси; вокальні твори: хори - на слова В. Зорового (1938), романси на вірші Т. Шевченка, І. Франка, Л. Українки, О. Олеся, В. Сосюри (1941), О. Пушкіна (1937, у двох редакціях у супроводі фортепіано та у супроводі невеликого оркестру), ранні романси на вірші В. Брюсова, К. Бальмонта, А. Ахматової, дві японські сюїти на вірші японських поетів Хітомаро та Чураюкі (1926), вокальні цикли "Листи до поета" та "Чому не смієшся", поема «Буревісник» на слова М. Горького (1939), романси на власні слова та ін.; обробки українських народних пісень; музика до мультиплікаційного фільму «Зарозуміле курча» (1936).

## Твори за опусами
- "Вечер" для меццо-сопрано или баритона в сопровождении фортепиано. Op. 1. № 1 / сл. Ф. Сологуба. Москва, 1926.
- Два романса для голоса с фортепиано. Op. 1 / сл. Н. Казаданова. Киев, К. М. П. [б. г.].
- "Колыбельная" для сопрано или тенора с фортепиано. Ор. 1. № 1 / сл. Рена Гиль. Москва, 1926.
- Два офорта для фортепиано. Ор. 2. Москва, 1925.
- Первая японская сюита для голоса с фортепиано. Ор. 3. Москва, Вена, 192?.
- Соната для фортепиано. Ор. 4. Москва, 1924.
- Дитяча сюїта: Ор. 5. Х., 1930.
- П’єса на молдавські теми для скрипки та фортепіано. Op. 6. Харків, Київ, Мистецтво, 1934.
- "Дума про соколів" для голосу у супроводі фортепіано / сл. В. Здорового. Київ, 1938.
- Етюди. Ор. 7. № 1, 2. Харків, 1930.
- Квартет фа мажор для двох срипок, альта і віолончелі. Ор. 8. Москва, 1935.
- "Три парадокса" для фортепиано. Ор. 9. Москва, Вена, 1928.
- Шість прелюдий для фортепиано. Ор. 10. № 1-6. Київ, Мистецтво, 1939.
- Три інструктивні п’єси. Ор. 11. Харків, 1934.
- "Київ" для двохголосного хору без супроводу / сл. В. Здорового. Київ, 1938.
- Бурре і Токата. Дві п’єси для фортепіано. Ор. 12. Київ, 1930.
- Дві п’єси для кларнета у супроводі фортепіано. Ор. 13. Харків, Київ, 1934.
- Поема на украинские теми ля мінор для скрипки і фортепіано. Ор. 14. Київ, Мистецтво, 1938.
- Два стихотворения А. Пушкина для высокого голоса с фортепиано. Op. 15. Москва, 1938.
- Симфонія. Op. 16.1937.
- Вторая японская сюита для сопрано или тенора с фортепиано. Op. 17. Москва, 1926;
- Тріо ре мінор для фортепіано, скрипки та віолончелі. Ор. 18. Київ, Мистецтво, 194?.
- Вальс і Фарандоль. Дві п’єси для фортепіано. Ор. 19. Москва, Лейпциг, 1929.
- Романс для високого голосу у супроводі фортепіано. Ор. 20. № 1 / сл. О. Пушкіна, пер. В. Сосюри. Київ, 1938.
- Вальс сі мажор для сопрано у супроводі фортепіано. Ор. 21 / сл. П. Фета, пер. В. Сосюри. Київ, 1938.
- "Ой діброво, темний гаю". Романс для голосу у супроводі фортепіано. Ор. 22. № 1 / сл. Т. Шевченка. Київ, 1939.
- Две песни на сл. Т. Шевченко: для высокого голоса с фортепиано. Op. 22. № 1, 2. Москва, Ленинград, Искусство, 1939.
- "Ільїч" для середнього голосу у супроводі фортепіано / сл. В. Здорового. Київ, 1938.
- "К портрету" ["Как мальчик кудрявый, резва"]. Op. 23/1 / сл. М. Ю. Лермонтова // Романси українських радянських композиторов. Київ, Мистецтво, 1941.
- Песня ["Желтый лист о стебель бьется"]. Op. 23/3 // Романсы и песни советских композиторов на тексты Лермонтова. Москва, Ленинград, Музгиз, 1941 (рукопис: ГЦММК. Ф. 267. ед. хр. 3036). URL: http://feb-web.ru/feb/lermont/biblio/lvm/lvm-001-.htm?cmd=2.
- "Буревестник" для среднего голоса и фортепиано. Ор. 25 / сл. М. Горького. Киев, 1939.
- Поема для віолончелі і фортепіано. Ор. 27. Київ, Мистецтво, 1940.
- "Море". Романс для високого голосу і фортепіано. Ор. 29. № 1 / сл. В. Сосюри. Київ, 1941.
- "Ой по горі ромен цвіте" для середнього голосу з фортепіано / сл. Т. Шевченка. Київ, 1939.
- "Осінь" для фортепіано. Москва, 1925. URL: http://old.rsl.ru/table.jsp?.
- Соната для віолончелі і фортепіано. Op. 35.
- Екзотична поема. Oр. 37.
- Каприс-танок. Oр. 40.
- Соната для скрипки і фортепіано. Op. 46.
- Ноктюрн. Oр. 48.
- Тріо для фортепіано, скрипки та віолончелі. Ор. 56.
- Весняна поема. Oр. 57.
- Осіння поема. Oр. 58.

## Записи
«Рута-м’ята», народна пісня (аранжування Володимира Грудина). Виконавці: Михаил Mинский/Спірін (баритон), Володимир Цісик (скрипка), Володимир Грудин (фортепіано). Каталожний № (номер матриці): M-502 B (6565). Лейбл: БМП Рекордс. № замовлення [рефер. №]: M-502.
«Редеет облаков летучая гряда», романс (Музика: Володимир Грудин. Вірші: Александр Пушкін). Виконавці: Зоя Гайдай (сопрано), В. В. Грудин, О. А. Кушнір, А. Г. Третьяк (тріо). Каталожний № (номер матриці): 5142. Дата та місце запису: 1937, Київ. Лейбл: Апрєлєвский завод. № замовлення [рефер. №]: УРК 64.
«Ой, що ж бо то та й за ворон?», українська народна пісня (аранжування для баса з оркестром Володимира Грудина). Виконавці: Михайло Донець (бас), ансамбль студентів Київської консерваторії, Оскар Сандлер (диригент). Каталожний № (номер матриці): 5156. Дата запису: 1937, Київ. Лейбл: Ногінский завод. № замовлення [рефер. №]: УРК 71.
«Закувала зозуленька», пісня. Музика: Володимир Грудин. Вірші: Тарас Шевченко. Виконавці: Зоя Гайдай (сопрано), Галина Ніколаєнко (фортепіано). Каталожний № (номер матриці): 8610. Дата запису: 1939. Лейбл: Апрєлєвский завод. № замовлення [рефер. №]: УРК-16.
«У гаю гаю вітру немає», пісня. Музика: Володимир Грудин. Вірші: Тарас Шевченко. Каталожний № (номер матриці): 8612. Виконавці: Микола Платонов (тенор), Галина Ніколаєнко (фортепіано). Дата та місце запису: 1939, Київ. Лейбл: Ногінский завод. № замовлення [рефер. №]: УРК-16.